# ラウンドUFO
ラウンドUFOは、1992年1月にSANKYOが発売した、パチンコ機のシリーズ名。
UFOをモチーフにしたデザインや役物が特徴。ラウンドUFOⅠとラウンドUFOⅡの2機種がある。

## 概要
貯留型の羽根モノタイプ。中央役物のUFOにマグネットを内蔵している。マグネットの使用は同社の道路工事に次ぐものである。

## スペック
- ラウンドUFOⅠ
  - 賞球数 7&15
  - 大当たり最高継続 15R
  - 最大貯留 7個（8カウント）
- ラウンドUFOⅡ
  - 賞球数 ALL10
  - 大当たり最高継続 15R
  - 最大貯留 7個（8カウント）

## 演出
大当たり中に中央役物内部のUFOが回転し、下部に磁力で玉を付着させることで貯留する。最大7個まで貯留し、8カウントか羽根開閉15回でUFOが上昇するとともに解放する。役物内部の下段ステージの両側に可動片があり、貯留玉解放と同時に上昇することで中央に玉を集める役割を果たすので、高確率でV入賞する。

## サウンドトラック
- 『ザ・パチンコ・ミュージックフロム三共 3』 キングレコード、1998年8月21日。KICA-1216。
  - BGMが収録されている。